# Vext
Vext è un personaggio dei fumetti protagonista di un'omonima serie a fumetti umoristica della DC Comics creata da Keith Giffen. I disegni erano di Mike McKone, le chine di Mark McKenna.
Il primo numero uscì nel marzo 1999 ma venne interrotta per scarse vendite dopo soli sei numeri nell'agosto dello stesso anno.
In Italia la serie è stata pubblicata dalla Play Press su Lobo nuova serie dal n. 29 (gennaio 2000) al n. 34 (giugno 2000).

## Trama
Vext è il dio protettore delle disgrazie e della sfortuna nel pantheon pan-dimensionale, esiliato per "insufficienza di culto" sulla Terra, dove non avrebbe dovuto interferire deliberatamente con le attività umane, cercare di dominare il pianeta o diventare un supereroe ("portare accessori in spandex per sistemare quelli che vengono percepiti come difetti").
Comincia quindi una serie di equivoci burleschi tra lui, la civiltà umana (che lui in quanto dio non capisce) e la sua vicina di casa, Colleen McBride, inizialmente all'oscuro del fatto che lui sia un dio.